# Iglesia de San Lorenzo (Amarillo, Texas)
La Iglesia de San Lorenzo antes la Catedral de San Lorenzo (en inglés: St. Laurence Church) Es una parroquia de la Diócesis de Amarillo ubicada en Amarillo, Texas, al sur de los Estados Unidos. Fue la iglesia catedral de la Diócesis de Amarillo de 1975 a 2011.
El 12 de junio de 1949 comenzaron las misas públicas los domingos y los días santos en la Capilla de San Lucien en Price College en el Noreste de Amarillo. Más de 40 personas asistieron a la primera misa. Estas misas condujeron al establecimiento de la parroquia St. Laurence en 1955. Sin embargo, la escuela St. Laurence comenzó antes de la parroquia. Los movimientos de tierra para un edificio de la escuela se iniciaron el 18 de abril de 1954. La escuela abrió en septiembre ese año con 71 estudiantes en dos grados. La parroquia misma se inició el 16 de mayo de 1955.
El 25 de marzo de 2011 la Iglesia de Santa María en Amarillo, que había dedicado una nueva iglesia el 11 de septiembre de 2010, fue nombrada por el Papa Benedicto XVI como la tercera catedral de la Diócesis de Amarillo. St. Laurence volvió a tener entonces el estatus de una iglesia parroquial.